# ۵۷ (پیش از میلاد)
۵۷ (پیش از میلاد) ۵۷مین سال قبل از تقویم میلادی است.